# Landwirtschaft

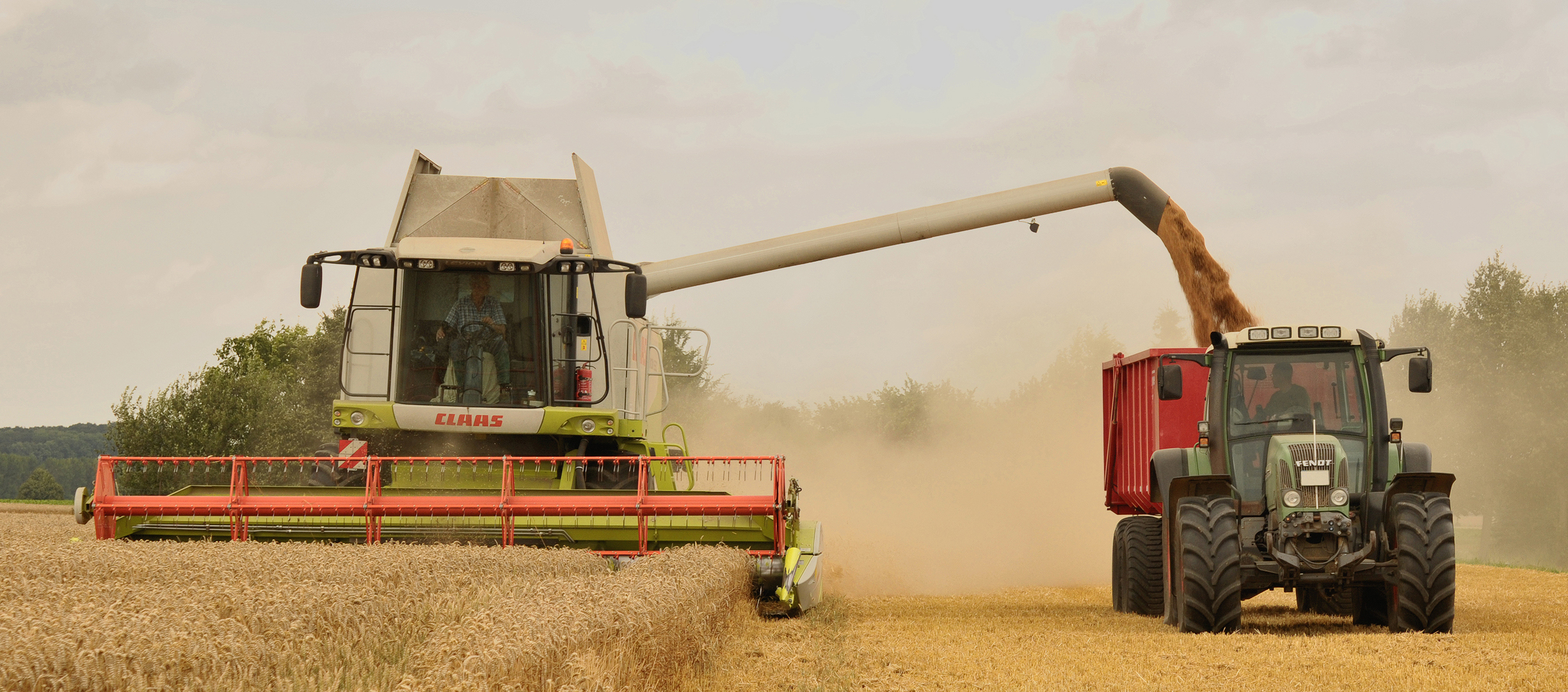
Großtechnik prägt die moderne, industrialisierte Landwirtschaft, hier Ernte von Weizen in Deutschland

Die Landwirtschaft (auch Agrikultur oder Agrarwesen) ist ein zur Urproduktion gehörender Wirtschaftssektor, der die Herstellung von Agrarprodukten oder Tierprodukten auf einer hierfür vorgesehenen landwirtschaftlichen Nutzfläche betreibt.

## Allgemeines

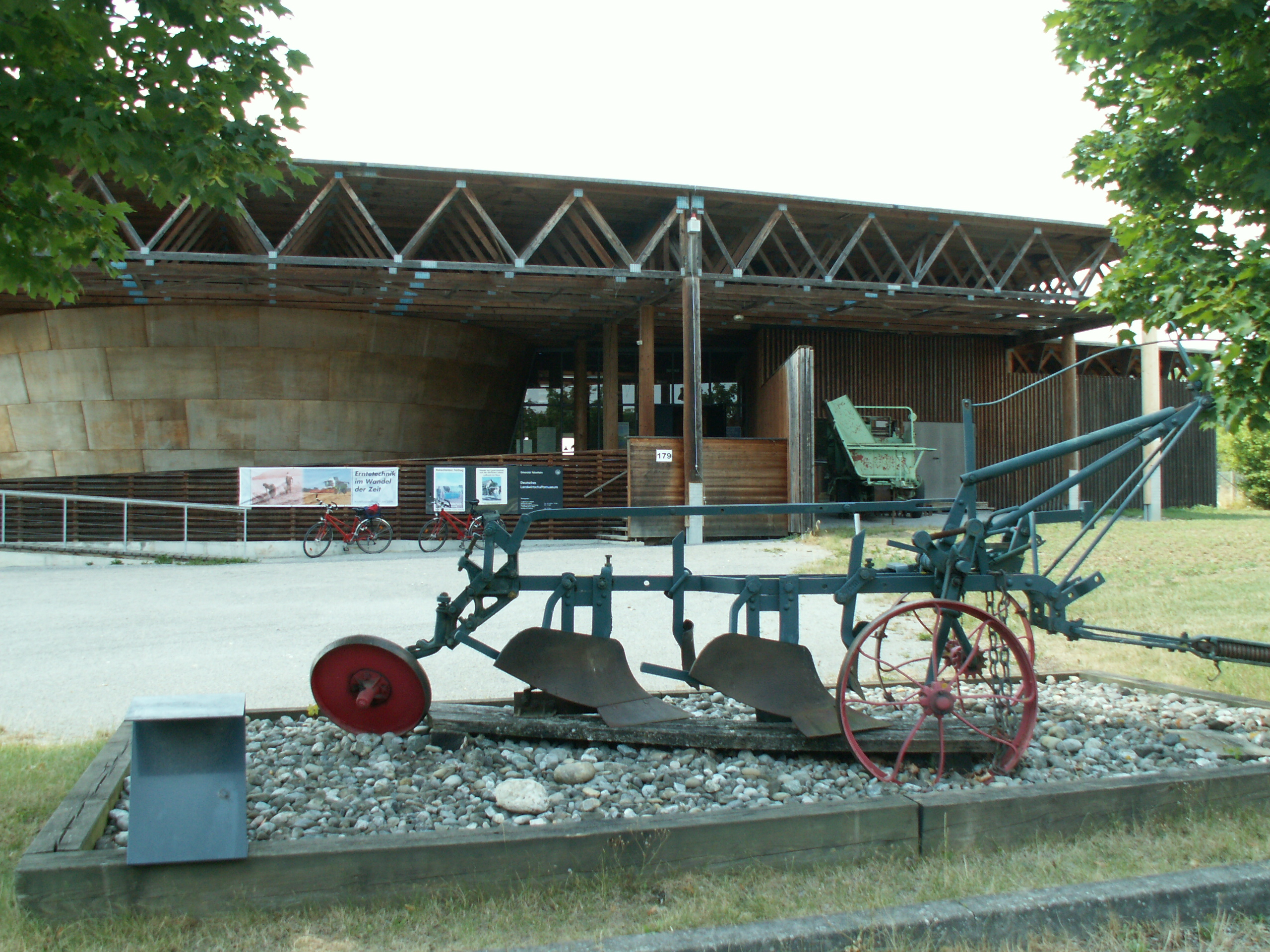
Deutsches Landwirtschaftsmuseum in Hohenheim

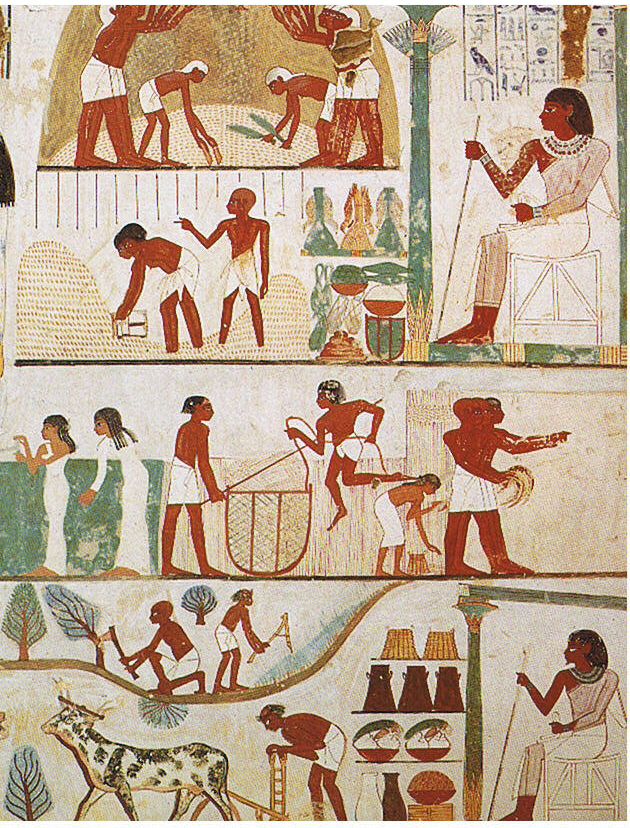
Landwirtschaftliche Szenen aus dem alten Ägypten, Grab des Nakht, 15. Jahrhundert v. Chr.

Die Volkswirtschaftslehre und die Volkswirtschaftliche Gesamtrechnung zählen neben der Landwirtschaft auch den Bergbau, die Forstwirtschaft und die Fischerei zur Urproduktion. In der Wissenschaft sowie der fachlichen Praxis ist heute synonym der Begriff Agrarwirtschaft gebräuchlich; historisch wurde sie Ökonomie genannt. Mit der Landwirtschaft als ökonomisches Erkenntnisobjekt befasst sich die Agrarökonomie, als ökologisches die Agrarökologie.
Die Landwirtschaft stellt einen der ältesten Wirtschaftssektoren der Menschheit dar. Heute beläuft sich die landwirtschaftlich genutzte Fläche auf 48.827.330 km², dies sind 9,6 % der Erdoberfläche. Somit wird etwa ein Drittel der Landfläche der Erde landwirtschaftlich genutzt.
Zum Wirtschaftssektor der Landwirtschaft gehören im Rahmen eines größeren Gesamtsystems vor- und nachgelagerte Sektoren, so etwa die Saatzucht (vorgelagert) bzw. der Agrarhandel mit Agrar- und Tierprodukten (nachgelagert).
Eine Person, die Landwirtschaft betreibt, bezeichnet man als Landwirt. Neben berufspraktischen Ausbildungen bestehen an zahlreichen Universitäten und Fachhochschulen eigene landwirtschaftliche Fachbereiche. Das dort gelehrte und erforschte Fach Agrarwissenschaften bereitet sowohl auf die Führung von landwirtschaftlichen Betrieben als auch auf Tätigkeiten in verwandten Wirtschaftsbereichen vor und ist ein Querschnittsfach.

## Sektoren der Landwirtschaft
Die Landwirtschaft ist Teil der Agrarwirtschaft, aber nicht mit dieser gleichzusetzen. Grundsätzlich werden folgende Sektoren unterschieden:
- Pflanzenbau mit Schwerpunkt Ackerbau und den weiteren Produktionsrichtungen Gartenbau (inkl. Obstbau und Zierpflanzenbau) und Weinbau
- Tierhaltung mit den unterschiedlichen Ausrichtungen je nach Tierarten z. B. Schweineproduktion, Rinderproduktion, Geflügelproduktion, Schafproduktion, Fischzucht usw.

Welche dieser Formen örtlich überwiegt, ist vom Standort abhängig: Auf leichten Standorten („schlechter“ Boden) ist die Viehhaltung konkurrenzfähiger, während auf besseren Böden die Pflanzenproduktion wirtschaftlicher ist.
Außerdem existieren traditionelle Formen, die eine Art Renaissance erleben, wie die Agroforstwirtschaft, z. B.: silvopastorale und silvoarable Systeme oder innovative Zweige wie das Vertical Farming, Urban Farming oder Aquaponik-Systeme. Diese können zwar den größeren Sektoren zugeordnet werden, gelten aber aufgrund ihrer Konzeption teilweise als Mischung beider Sektoren.
Der Ackerbau dient der Nahrungsmittelproduktion direkt und auch indirekt. In letzterem Fall erfolgt die Herstellung von Rohstoffen zur Weiterverarbeitung in der Lebensmittelwirtschaft bzw. Ernährungswirtschaft (z. B. Weiterverarbeitung von Getreide zu Mehl für die Brotherstellung). Ein wesentlicher Teil (43 %) der pflanzenbaulichen Erzeugnisse wird als Futter für die Nutztierhaltung verwendet. Zugleich werden landwirtschaftliche Rohstoffe (u. a. Faserpflanzen wie Baumwolle und Leinen) auch in der Bekleidungsindustrie veredelt.
Die Tierproduktion dient in erster Linie der Nahrungsmittelproduktion (z. B. Milch, Eier, Fleisch), in zweiter Linie der Herstellung von Rohstoffen für die Herstellung von Bekleidung. Vor der Nutzung von Kunstfasern schufen die Menschen ihre Bekleidung hauptsächlich aus den tierischen Produkten Leder, Pelz und Wolle sowie dem aus Flachsfasern hergestellten Leinen. Wesentliche Grundlage für die Tierproduktion ist die Weidewirtschaft.
Die Verwertung der durch die Agrarwirtschaft erzeugten Biomasse als Bioenergie aus nachwachsenden Rohstoffen und Nebenprodukten (zum Beispiel Mais und Gülle) durch Vergärung und Verstromung ist im Rahmen der Energiewende eine moderne Art der Nutzung von Agrarprodukten.

## Bewirtschaftung

### Direkte und indirekte Produktion
Direkte Produktion
Agrarprodukte, die angebaut werden und sofort nach der Ernte verkauft bzw. verwendet werden können. Sie werden im Gegensatz zur indirekten Produktion nicht mit anderen Produkten vermischt und meist nach nur geringer Verarbeitung auf den Agrarmarkt gebracht.
Beispiele: Obst wie Äpfel oder Birnen, Gemüse wie Kartoffeln, aber auch Milch und Getreide für Mehl.
Indirekte Produktion
Produkte, die nicht sofort nach der Ernte verkauft oder verwendet werden können. Sie werden mit anderen Produkten vermischt oder weiterverarbeitet und zu einem marktfähigen Endprodukt verarbeitet.
Beispiele: Kakaobohnen, Kaffeebohnen, Milch als Käse, Mais als Futtermittel.

### Bewirtschaftungsarten

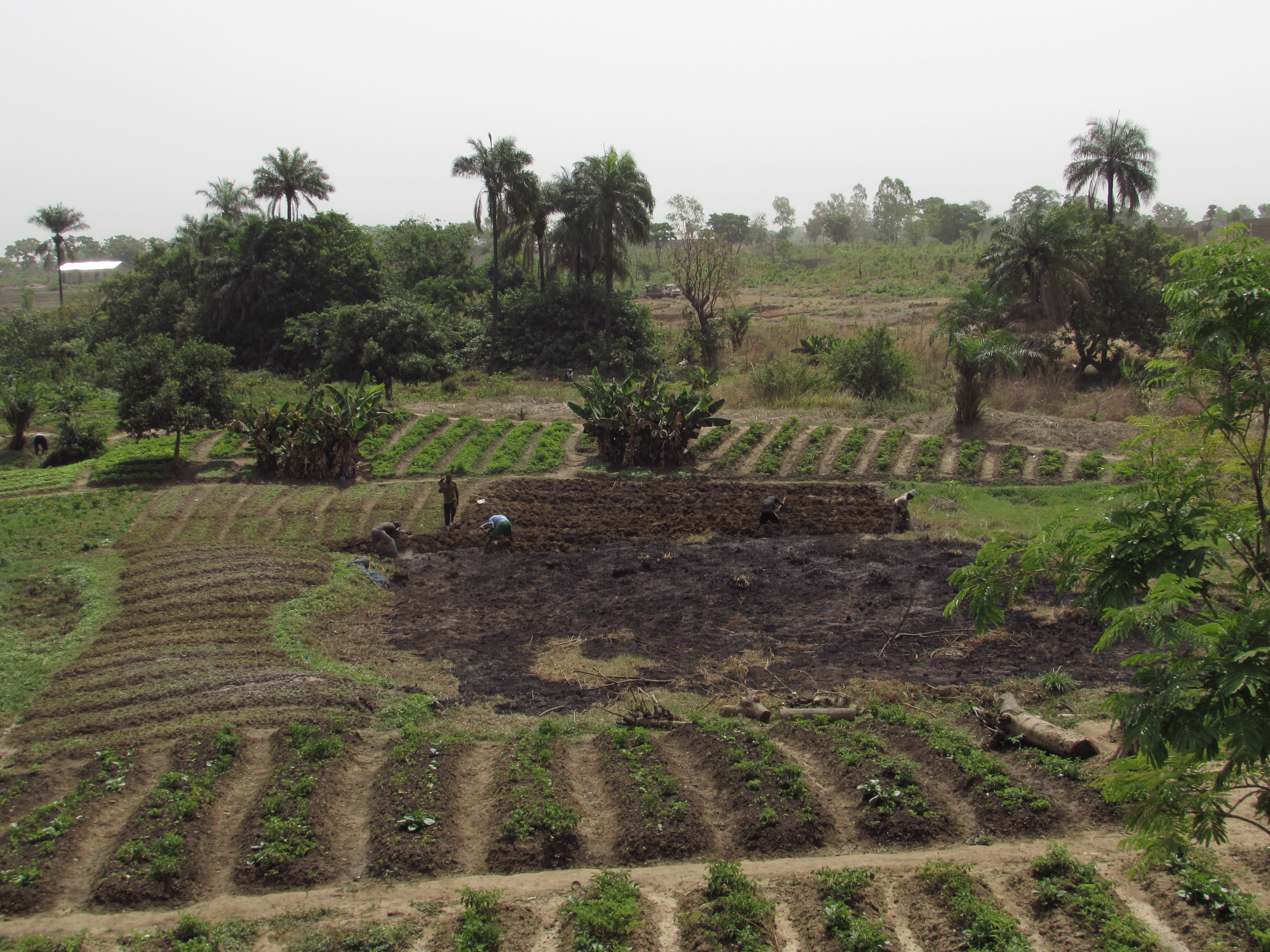
Extensive Landwirtschaft im Norden Benins

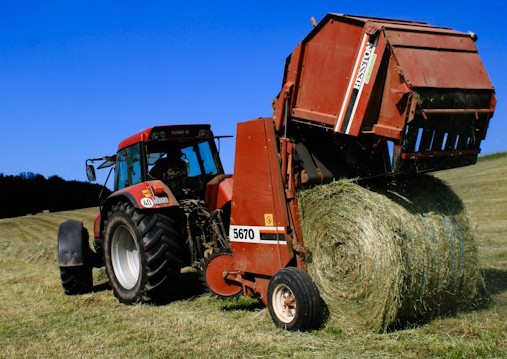
Ballenpresse im Einsatz bei der Heuernte

Je nach Form der Bodenbewirtschaftung wird unterschieden:
- Extensive Landwirtschaft ist eine auf verringertem Einsatz von den Bodenertrag fördernden Werkstoffen (Dünger, Pflanzenschutz, Saatgut usw.) und/oder verringertem Arbeitseinsatz je Nutzflächeneinheit beruhende Bodenbewirtschaftung.[4] Sie hängt meist auch mit relativ großen Agrarflächen zusammen (Großgrundbesitz). Die großen Flächen werden mit geringem Aufwand bewirtschaftet, so dass eine geringere Bodenproduktivität vorhanden ist als bei der intensiven Landwirtschaft.

Nahezu alle traditionellen Landwirtschaftsformen sind extensive Systeme. Sie haben die Menschheit jahrtausendelang ernährt und sichern auch zu Anfang des 21. Jahrhunderts noch den Lebensunterhalt von über 40 % der Weltbevölkerung. Die traditionell extensiven Formen hatten in aller Regel einen positiven Einfluss auf die biologische Vielfalt der Umgebung.
Typische Formen extensiver Landwirtschaft sind Fernweidewirtschaft, Wanderfeldbau und Sammelkultur. Extensive Landwirtschaft und Nomadentum (auch saisonal) sind geschichtlich meist eng verbunden (siehe beispielsweise Mobile Tierhaltung).
- Die intensive Landwirtschaft ist zwar heute nicht mehr lediglich auf kleine Landflächen (Kleinbauern) begrenzt, doch erfolgt die Bodenbewirtschaftung mit hohem Einsatz von Werkstoffen und/oder erhöhtem Arbeitseinsatz.[9] Die Bodenproduktivität ist relativ hoch.

Als Gegensatz zur extensiven Landwirtschaft wird zum Beispiel zwischen extensiver und intensiver Tierhaltung unterschieden. In diesem Zusammenhang wird auch der Begriff Industrielle Landwirtschaft verwendet. Global und regional variiert die Abgrenzung. Typische Beispiele, die den Übergang zur intensiven Nutzung markieren, sind Bewässerung, Trockenlegung, Rodung, Terrassenfeldbau, und mineralische Düngung: Sie stellen deutliche Eingriffe in die natürlichen Verhältnisse dar. Die modernen Formen beeinflussen die Ökosysteme sowie die Artenvielfalt häufig negativer als extensive Landwirtschaft. Trotzdem können auch extensive Nutzungsformen gravierende Eingriffe in das Ökosystem darstellen: So sind typische Landschaftsformen der extensiven Landnutzung in Mitteleuropa, wie die Heidelandschaften oder die Almen der Alpen, anthropogene Kulturlandschaften. Generell ist festzuhalten, dass alle Eingriffe in die gewachsene Natur zu Veränderungen der Ökosysteme führen. Positive Effekte sind dabei den negativen gegenüberzustellen, um die Wirkung in ihrer Gesamtheit zu erfassen.
Extensive und intensive Landwirtschaft werden auch – weniger präzise – für die Abgrenzung von ökologischer Landwirtschaft und konventioneller verwendet. In diesem Zusammenhang sind Brachflächen und weniger „intensiv“ genutztes Land ein wesentliches Kennzeichen der ökologischen bzw. umweltverträglichen Landwirtschaft.

### Betriebssysteme
Die Einteilung landwirtschaftlicher Betriebe wird mit der Klassifizierung nach Betriebssystemen weiter differenziert. Je nachdem, welcher Produktionszweig schwerpunktmäßig zum Betriebseinkommen beiträgt, werden z. B. unterschieden:
- Futterbaubetriebe: mehr als die Hälfte des Betriebseinkommens stammt aus Milchviehhaltung, Rindermast, Schaf- oder Pferdehaltung;
- Gartenbaubetriebe: betreiben überwiegend Gemüseanbau;
- Gemischtbetriebe: keiner der Produktionszweige trägt zu mehr als 50 % zum Betriebseinkommen bei;
- Kombinationsbetriebe: die Anteile von Landwirtschaft, Gartenbau oder Forstwirtschaft liegen bei unter 75 %, wobei eine dieser Produktionsrichtungen auf über 50 % kommt
- Marktfruchtbetriebe: der betriebliche Schwerpunkt liegt auf dem Anbau von Marktfrüchten wie Weizen, Gerste, Zuckerrüben, Kartoffeln, Ölfrüchten, Tabak oder Feldgemüse;
- Sonderkulturbetriebe: der Schwerpunkt liegt auf Wein, Hopfen- oder Obstanbau und ähnlichem, sowie pharmazeutischer Landbau;
- Viehhaltungsbetriebe: Schwerpunkt auf Viehzucht oder tierischen Produkten;
- Veredelungsbetriebe: betreiben hauptsächlich Schweinemast und Geflügelhaltung.

### Haupt- und Nebenerwerb
Eine weitere Unterscheidung landwirtschaftlicher Betriebe richtet sich auf den Anteil, den das Betriebseinkommen am Einkommen einer Familie hat: der Haupterwerbsbetrieb ist ein landwirtschaftlicher Familienbetrieb, bei dem der Betrieb hauptberuflich bewirtschaftet wird und mehr als 80 Prozent des Einkommens aus landwirtschaftlicher Arbeit erzielt wird. Beim Zuerwerbsbetrieb sind es mehr als 50 Prozent und beim Nebenerwerbsbetrieb weniger als 50 Prozent des Einkommens aus landwirtschaftlicher Tätigkeit.

## Produkte der Landwirtschaft
Die Agrarproduktion wird wie folgt eingeteilt:
| Agrarerzeugnisse | Produktgruppe                                                     | Produkte |
| ---------------- | ----------------------------------------------------------------- | --- |
| Agrarprodukte    | Gemüse Getreide Gewürze Obst                                      | Gartensalate, Gemüsespargel, Gurken, Karotten, Kartoffeln, Kohl, Petersilien usw. Gerste, Hafer, Hirse, Mais, Reis, Roggen, Triticale, Weizen Anis, Gewürznelken, Kapern, Kümmel, Paprika, Pfeffer, Safran, Zwiebeln usw. Beerenobst, Kernobst, Schalenobst, Steinobst, Südfrüchte |
| Agrarrohstoffe   | Nahrungsmittel Genussmittel Hackfrüchte technische Agrarrohstoffe | Milch Kaffeebohnen, Kakaobohnen, Tabak, Tee Maniok, Zuckerrohr, Zuckerrüben usw. Baumwolle, Naturkautschuk, Schafwolle |
| Tierprodukte     | Lebensmittel Futtermittel Schmuck Sonstiges                       | Eier, Fette, Fleisch, Honig, Innereien, Milch, Tran usw. Getreide, Raps, Soja usw. Elfenbein, Horn, Tierzahnschmuck usw. Düngemittel, Gelatine, Leder, Pelze, Wolle usw. |

Die Zuordnung kann je nach Verwendungszweck variieren: Weintrauben sind Agrarprodukte, bei der Weinherstellung gelten sie als Agrarrohstoffe. Kaffeebohnen sind ein Agrarrohstoff, der Röstkaffee ist ein Endprodukt.
Die Einteilung hängt oft auch von der Esskultur ab (Tomaten sind botanisch Obst, lebensmittelrechtlich Gemüse) oder vom Fachgebiet (Fruchtgemüse ist botanisch Obst, lebensmittelrechtlich Gemüse). Keine Gewürze sind Speisesalz, Senf oder Zucker. Viele der Agrarprodukte bilden eine eigene Produktgruppe mit zahlreichen Unterarten wie Kernobst (Äpfel, Birnen, Quitten usw.). Agrarrohstoffe unterscheiden sich von Agrarprodukten dadurch, dass erstere mindestens noch auf einer ersten Verarbeitungsstufe weiterverarbeitet werden müssen, bevor sie marktreif sind. Die „erste Verarbeitungsstufe“ ist ein Rechtsbegriff im EU-Recht, denn in Art. 38 Abs. 1 AEUV ist vorgesehen, dass zur Landwirtschaft auch die Agrarprodukte der ersten Verarbeitungsstufe gehören.

## Organisationsformen
Es gibt verschiedene Formen der Zusammenschlüsse von Landwirten in Genossenschaften. Bekannt sind in Deutschland die traditionellen Verbände des 19. Jahrhunderts unter dem Namen Raiffeisen. Im Laufe des 20. Jahrhunderts haben sich neue Arten der Kooperation entwickelt, bei denen Verbraucher mit einem oder mehreren Landwirten zusammenarbeiten. Dafür hat sich zum Beispiel der englische Begriff der „Community Supported Agriculture“ (CSA) etabliert, der teilweise von der Anthroposophie beeinflusst ist (siehe auch Solidarische Landwirtschaft). Unter dem Begriff „Urlaub auf dem Bauernhof“ wurde eine Strategie entwickelt, um den Beruf des Landwirts in der Öffentlichkeit positiver darzustellen. Weitere Beispiele sind die Winzergenossenschaften.
Als Vertical Farming (englisch; deutsch wörtlich „senkrechte Landwirtschaft“) wird eine konzeptionelle Art der Landwirtschaft meist in urbanen Gebieten bezeichnet. Häufig basierend auf Kreislaufwirtschaft und Hydrokulturen unter Gewächshausbedingungen sollen in Gebäudekomplexen auf mehreren übereinander gelagerten Ebenen ganzjährig Früchte, Gemüse, essbare Speisepilze und Algen produziert werden, was durch neue Techniken wie LED zunehmend ressourcenschonender möglich wird. Vertical farming ist eine Unterform des allgemeineren Konzepts des Urban Farming.

## Berufe
Bei den Berufen ist zu unterscheiden zwischen der Forschung und der Praxis. Zur Grundlagenforschung tragen Biologen, Zoologen, Botaniker, Paläontologen, Umweltingenieure und Umweltnaturwissenschaftler (Schweiz) bei.
Die Berufe der Landwirtschaft sind in Österreich im Berufsbereich des AMS Garten-, Land- und Forstwirtschaft bzw. in der Berufsgruppe Land- und Forstwirtschaft/Tiere/Pflanzen/Hauswirtschaft zusammengefasst oder dem Arbeitsfeld Der grüne Daumen im Berufsberatungssystem des BIC.
In der Schweiz soll mit einer neuen Bildungsverordnung (BiVo), die mit 1. Januar 2009 in Kraft gesetzt wurde, ein Berufsfeld Landwirtschaft und landwirtschaftliche Spezialberufe geschaffen werden, derzeit (August 2008) sind die einschlägigen Berufe auf die Berufsfelder Natur und Nahrung verteilt.
Die allgemeine landwirtschaftliche Berufsbezeichnung ist Landwirt, umgangssprachlich Bauer – als staatlich anerkannter Beruf trägt er dann diverse spezielle, landes- und länderspezifische Bezeichnungen, wie Landwirt/in EFZ, Bäuerin (Schweiz), Höhere Bildung: Agrartechniker (Österreich), Meister/in in der Landwirtschaft, Dipl. Agro-Techniker/in HF (Schweiz), Landwirtschaftlicher Facharbeiter (Österreich, Lehrberuf), oder Biobauer (Österreich, mit Zulassung) bzw. Fachmann/-frau der biologisch-dynamischen Landwirtschaft (Schweiz).
Weitere Berufe aus dem Bereich der Landwirtschaft:
- Ökonomie: Agronom, Wissenschaftler in Wald- und Landschaftsmanagement (Schweiz); Hauswirtschafter (Deutschland), Agrokaufmann (Schweiz)
- Marktfruchtbau, Futtermittelbau:
  - Feldgemüsebaufacharbeiter (Österreich), Gemüsegärtner, Branchenspezialist Früchte/Gemüse (Schweiz)
  - Verfahrenstechnik für die Getreidewirtschaft: Getreidemüller (Österreich), Müllereitechnologe (Schweiz)
  - Veredlung: Mikrobiologe, Biotechnologe, Biochemiker, Biotechnologe; Saatbautechniker (Österreich), Saatgutanalytiker (Österreich)
  - Lagerhaltung: Silomeister (Schweiz), Facharbeiter der landwirtschaftlichen Lagerhaltung (Österreich)
- Sonderkultur:
  - Obstbaufacharbeiter (Österreich), Obstbauer, Obstgärtner (Schweiz)
  - Winzer (Deutschland, Schweiz), Weinhauer, Weinbau- und Kellereifacharbeiter, Weinbautechniker (Österreich), Kellermeister/Kellertechniker (Wein), Weintechnologe (Schweiz)
  - Brenner (Deutschland), Schnapsbrenner (Schweiz)
- Tierhaltung, -zucht und -pflege:
  - Veterinärmediziner, Tierarzt; Ordinationshilfe bei TierärztInnen (Österreich)
  - Geflügelzüchter (Schweiz)
  - Hirt (Österreich)
  - Fischwirt (Deutschland), Fischereifacharbeiter (Österreich), Fischzüchter, Berufsfischer (Schweiz)
  - Pferdewirt (Deutschland, Österreich), Pferdepfleger (Österreich, Schweiz), Pferdewirtschaftsfacharbeiter (Österreich), Bereiter, Rennreiter (Schweiz)
  - Milchwirtschaftlicher Laborant (Deutschland), Molkereifachmann (Österreich), Molkerei- und Käsereifacharbeiter (Österreich), Milchtechnologe (Schweiz)
  - Imker (Schweiz), Bienenwirtschaftsfacharbeiter (Österreich)
  - Besamungstechniker (Schweiz), Herdenmanager (Deutschland)
- Landmaschinenmechaniker
- Schädlingsbekämpfer (Österreich)

Berufe im Umfeld:
- Gartenbau: Gärtner (mit etlichen Spezialisierungen), Baumschulist (Schweiz), Gartenbauingenieur (B. Sc. / M. Sc.)
- Forstwirtschaft: Förster (Österreich, Schweiz), Forstwart (Deutschland, Österreich, Schweiz), Forstwirt (Österreich), Forstfacharbeiter (Österreich), Forstgarten- und Forstpflegefacharbeiter (Österreich), Forstmaschinenführer (Schweiz), Forstingenieur (Höhere Bildung, Schweiz)

- Jagdwesen: Berufsjäger (Österreich), Revierjäger (Deutschland), Jagdaufseher, Wildhüter (Schweiz)
- Maschinenbau und Technik: Landmaschinenmechaniker, Landmaschinenmechatroniker (Deutschland, Schweiz), Hufschmied (Österreich, Schweiz)
- Landwirtschaftliche Lohnunternehmer: Fachkraft für Agrarservice (Deutschland)
- Beratung, Pädagogik und Ausbildung: Landwirtschaftlicher Berater, Hofberater, Landwirtschaftlicher Haushaltsberater, Landwirtschaftstechniker (Österreich), Bäuerlich-hauswirtschaftliche Beraterin (Schweiz) Waldpädagoge (Österreich), LehrerIn an Land- und forstwirtschaftlichen Schulen (Österreich)
- Handel und Transport: Gartencenterkaufmann (Österreich), Florist, Tierhändler (Österreich), Viehhändler (Österreich), Vieheinkäufer, Chauffeur/in für Tiertransporte (Schweiz)
- Landschaftsbau: Landschaftsplaner, Kulturtechniker (Österreich), Garten- und Grünflächengestaltung (Österreich), Landschaftsbauzeichner (Schweiz)
- Tierhaltung mit speziellen Bereichen, Zoowesen, Heimtierzucht, und ähnliches: Tierpfleger (Österreich), Zoofachhändler (Österreich), Hundeabrichter (Österreich), Tierheilpraktiker/Tierpsychologischer Berater, Tierphysiotherapeut (Schweiz)

## Geschichte

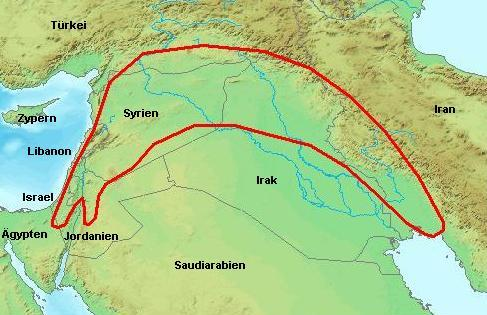
Fruchtbarer Halbmond

Der systematische Anbau von Pflanzen begann vermutlich nach dem Ende der Würm-Kaltzeit. Es ist wahrscheinlich, dass die Entwicklung nahezu gleichzeitig in Amerika, China und dem Nahen Osten einsetzte. Dabei werden die Veränderung des Klimas durch das Ende der Eiszeit, das Bevölkerungswachstum und die beginnende Sesshaftigkeit als sich begünstigende Faktoren angesehen.
Im 8. Jahrhundert wurde in Europa beim Ackerbau die Fruchtfolge (Dreifelderwirtschaft) eingeführt, im 9. Jahrhundert wurde sie auf kirchlichen Feldern angewandt. Die bis dahin verwendeten Ochsen wurden durch Pferde ersetzt, wodurch schwere Eisenpflüge eingesetzt werden konnten.
Durch die europäische Entdeckung Amerikas 1492 entwickelte sich ein reger, weltweiter Austausch an Agrarprodukten, der für nahezu alle Völker einschneidende Änderungen bewirkte (Columbian Exchange).

## Ländervergleiche

### Bedeutung der Landwirtschaft in der Welt
3 % des Welt-Bruttoinlandsprodukts entstanden 2008 in der Landwirtschaft. In armen Ländern ist der Anteil der Landwirtschaft am Bruttoinlandsprodukt mit durchschnittlich 26 % deutlich höher als in reichen Ländern mit durchschnittlich 1 % bei vorherrschender industrieller Landwirtschaft. Dabei gibt es große regionale Unterschiede. So betrug der Anteil der Beschäftigten in der Landwirtschaft im Jahr 2006 in Tansania 75 %. Für die 1970er Jahre wurde die landwirtschaftliche Nutzfläche pro Kopf auf 1,3 Hektar für die USA und 0,18 Hektar für die Volksrepublik China berechnet. Es gibt weitere Unterschiede zum Beispiel beim Anteil der Ackerfläche. Rein rechnerisch steht für jeden Erdbewohner eine Ackerfläche von etwa 2000m² (0,2 Hektar) zur Verfügung.

### Deutschland

Zahl der landwirtschaftlichen Betriebe mit Tierhaltung in Deutschland, 2010–2020. In nur einer Dekade sind Zehntausende Betriebe mit Tierhaltung verschwunden und durch größere Betriebe ersetzt worden. Quelle: Fleischatlas 2021, Urheber: Bartz/Stockmar, Lizenz: CC BY 4.0

Durch Produktivitätszuwachs und zunehmende Industrialisierung und Entwicklung des Dienstleistungssektors sank in den letzten 100 Jahren der Erwerbstätigenanteil in der Landwirtschaft von 38 % auf gut 2 %. Deutschland verlor jedoch auch die teils sehr agrarisch geprägten Länder des Deutschen Ostens. Um 1900 erzeugte ein Landwirt Nahrungsmittel für 4 weitere Personen; 1950 für 10 Personen, 2019 für 137.
Die Land-, Forstwirtschaft und Fischerei erzielte 2020 einen Produktionswert von 59 Mrd. Euro (Erzeugerpreise), das entspricht einem rechnerischen Anteil von 0,8 % der Bruttowertschöpfung bei einem Anteil von 1,3 % der Erwerbstätigen. Die Endverbraucherpreise liegen höher. Deutschland ist ein Nettoimportland an Agrar- und Ernährungsgütern. 2020 überstieg die Einfuhr den deutschen Agrarexport um 19 Mrd. Euro.
Im Jahr 2020 gab es in der Bundesrepublik 262.800 landwirtschaftliche Betriebe mit mehr als 5 ha landwirtschaftlicher Nutzfläche und insgesamt 580.000 Erwerbstätigen. Insgesamt wurden 18,1 Millionen ha Boden landwirtschaftlich genutzt (das sind ca. 50,6 Prozent der Gesamtfläche Deutschlands). Davon entfielen auf die Pflanzenproduktion rund 11,7 Millionen Hektar und auf Dauergrünland rund 4,7 Millionen Hektar. Auf 0,2 Millionen Hektar werden Dauerkulturen (KUPs, Silphie etc.) angebaut. Im Jahr 2020 wurden in Deutschland vor allem Getreide (6,1 Mio. Hektar), Pflanzen zur Grünernte (3 Mio. Hektar), Öl- (1,1 Mio. Hektar) und Hackfrüchte (0,7 Mio. Hektar) angebaut. Im Vergleich dazu spielen Obstanlagen, Baumschulen und Weihnachtsbaumkulturen hinsichtlich des Flächenverbrauchs keine große Rolle.
Zunehmend spielt die Landwirtschaft eine Rolle in der Energieerzeugung, vor allem durch den Anbau von Energiepflanzen und die Nutzung von Biogas sowie von Photovoltaik und als Verpächter von Flächen für Windenergie. Landwirtschaftliche Betriebe in Deutschland investierten von 2009 bis 2012 rund 18,2 Milliarden Euro in Erneuerbare-Energien-Anlagen, wie aus Daten des Deutschen Bauernverbandes hervorgeht. Im Jahr 2021 erwirtschaften 23,4 % der landwirtschaftlichen Betriebe eine Teil des Umsatzes mit erneuerbaren Energien.
Im Jahr 2019 wurden Flächen der landwirtschaftlichen Nutzung (Acker- und Grünland) in Deutschland für durchschnittlich 26.439 Euro/ha gehandelt. Im Ländervergleich wurde in Thüringen mit 11.656 Euro/ha der niedrigste und in Bayern mit 63.649 Euro/ha der höchste Preis erzielt. Im Jahr 2016 waren 58,5 % der landwirtschaftlich genutzten Flächen gepachtet. Damit war der Anteil gegenüber den Vorjahren leicht zurückgegangen. Die jährlichen Pachtpreise betrugen 2016 im bundesweiten Durchschnitt 288 Euro/ha. Am niedrigsten lagen sie im Saarland mit 92 Euro/ha und am höchsten in Niedersachsen mit 460 Euro/ha. Im bundesweiten Durchschnitt waren im Jahr 2016 landwirtschaftliche Betriebe 60,8 ha groß, inklusive Hoffläche.

### Österreich
Die wesentlichen Merkmale der Landwirtschaft in Österreich sind im EU-Vergleich der hohe Grünlandanteil, die Kleinstrukturiertheit und die große Zahl an Biobetrieben.
Es werden rund 44 % der gesamten Bundesfläche für die Landwirtschaft genutzt, aber nur 5 % der Erwerbstätigen sind in Garten, Land- und Forstwirtschaft – die in Österreich als gemeinsamer Wirtschaftssektor gilt – tätig. Die landwirtschaftlichen Arbeiten werden großteils von den bäuerlichen Familien selbst durchgeführt. Der Anteil der kleinen Betriebe sinkt, während der Anteil der größeren Betriebe steigt, der Anteil an Beschäftigten sinkt insgesamt, mit steigendem Anteil der familienfremden Arbeitskräfte.
| Jahr | familieneigen | familienfremd |
| ---- | ------------- | ------------- |
| 1999 | 199.000       | 29.500        |
| 2006 | 149.000       | 31.300        |

Positiv bewertet werden aber die dienstleistungsnahen Randbereiche, und in der biologischen Landwirtschaft sind die Einkommen um etwa 30 % höher als in konventionell geführten Bereichen.

### Schweiz

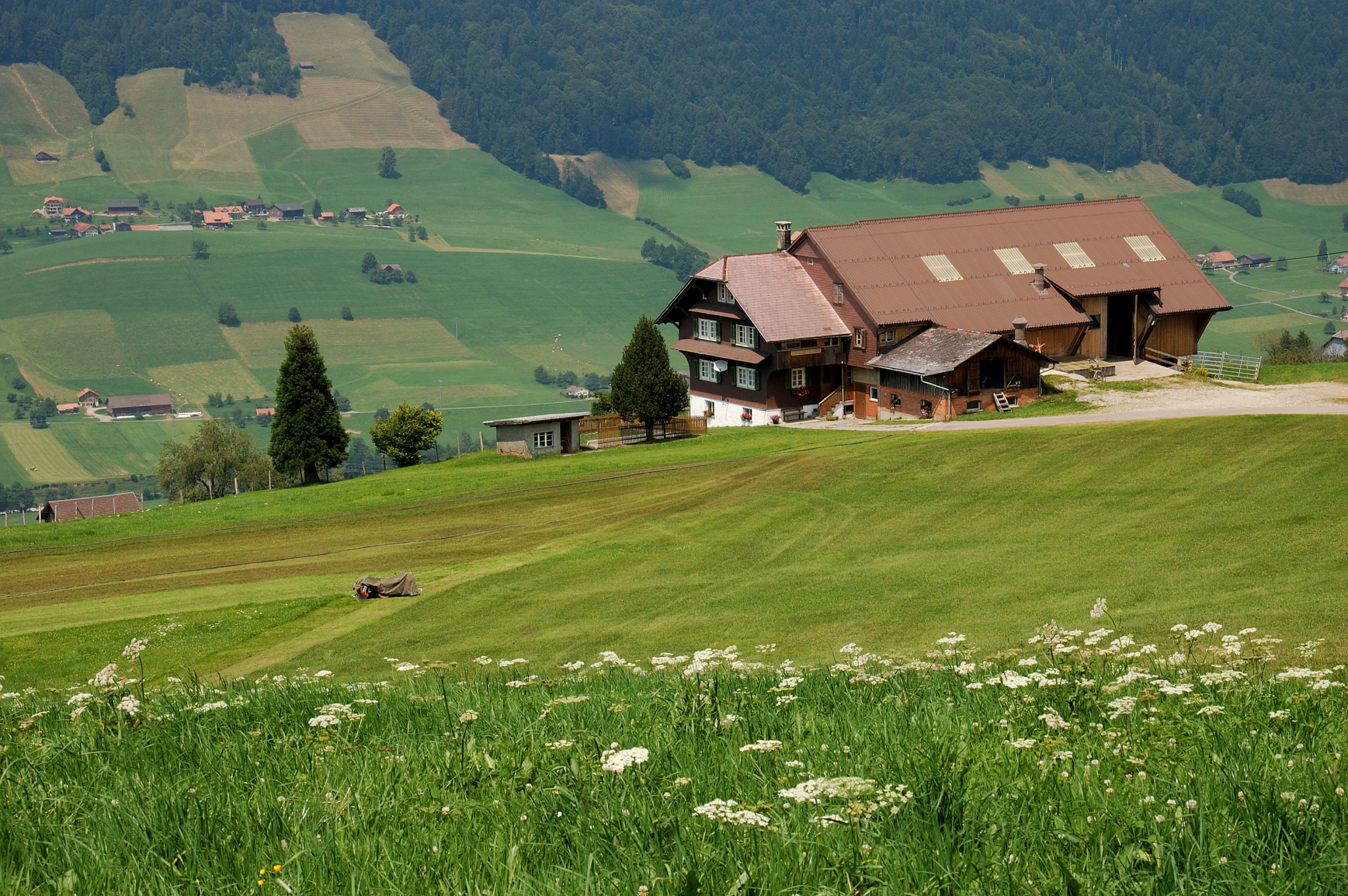
Schweizer Bauernhof im Entlebuch

Die naturräumliche Gliederung der Schweiz mit 70 % Berg- und Hügelgebieten (Alpen, Voralpen und Jura) beschränkt Betriebsgrösse, Nutzung, Mechanisierung und Industrialisierung der Schweizer Landwirtschaft. Die landwirtschaftliche Nutzfläche beträgt 23,9 %, die alpwirtschaftliche 13 % der Gesamtfläche der Schweiz (1997). 55 % der Betriebe befinden sich in der Berg-/Hügel- und 45 % in der Talregion. Die durchschnittliche Betriebsgrösse hat zwischen 1905 und 2008 von 4,7 auf 17,4 ha zugenommen. Die kleingliedrigen Strukturen, das zum Teil ungünstige Gelände, das hohe Lohnniveau und die strengen Vorschriften (Tierhaltung, Landschaftsschutz) wirken sich negativ auf die internationale Wettbewerbsfähigkeit aus. Die Bewirtschaftung der Berggebiete dient gleichzeitig dem für den Tourismus wichtigen Schutz der Kulturlandschaft und der Eindämmung von Naturkatastrophen (Erdrutsche, Lawinen, Überschwemmungen, Erosion). Diese Zusatzleistungen werden den Bauern vom Bund mit Direktzahlungen vergütet. Rund 30 % der Bauernbetriebe werden nebenberuflich bewirtschaftet.
Die Schweizer Landwirtschaft befindet sich in einem starken Wandel. Von 1990 bis 2008 haben die Bauernhöfe von 93.000 auf 60.900 und die Beschäftigten in der Landwirtschaft von 254.000 auf 168.500 abgenommen. Gleichzeitig sind die Einkommen in dieser Zeit um rund 30 % gesunken, während die Konsumenten nur 14 % höhere Preise bezahlen mussten. 40 % der Betriebsleiter fehlt eine Zukunftsperspektive. 11 % der gesamten Kulturfläche werden als ökologische Ausgleichsfläche bewirtschaftet. Es werden 30 % weniger Pflanzenschutzmittel und 68 % weniger Mineraldünger als vor 15 Jahren eingesetzt. 6.000 Landwirtschaftsbetriebe sind zertifizierte (Bio-Knospe-Label) Biobetriebe (2008). Im Durchschnitt kauft jeder Schweizer für fast 160 Franken Bioprodukte pro Jahr, was gemäß Bio Suisse Weltrekord bedeutet. (Siehe auch Agroscope)
Durch die Agrarpolitik (AP) 2011 wird eine weitere Verringerung der landwirtschaftlichen Produktion angestrebt. Die WTO-Verhandlungen und ein Freihandelsabkommen mit den USA sind in ihren Auswirkungen auf die Landwirtschaft noch nicht absehbar.

### Vereinigte Staaten

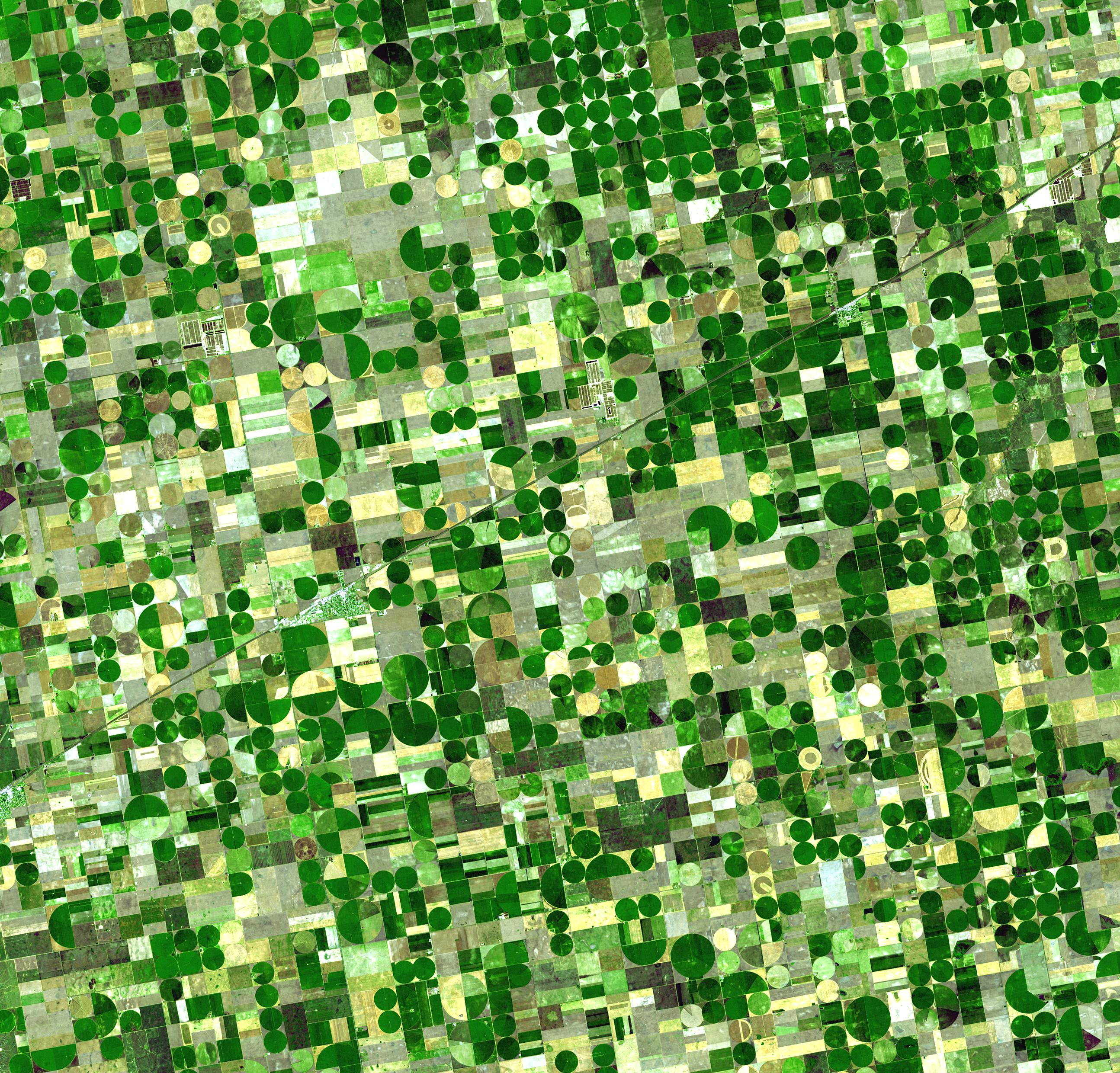
Satellitenbild von bewässerten Feldern in Kansas, USA

In der Gründerzeit verkörperten Landwirte (dort Farmer genannt) die Tugenden harte Arbeit, Initiative und Unabhängigkeit. Im 20. Jahrhundert entwickelte sich die Landwirtschaft zu einem wichtigen industriellen Faktor, insbesondere durch ihre Bedeutung als Rohstofflieferant für die weiterverarbeitenden Betriebe. Im Jahre 1940 gab es noch 6 Millionen landwirtschaftliche Betriebe, um das Jahr 2000 nur noch rund 2 Millionen. In der gleichen Zeit verdreifachte sich die durchschnittliche Betriebsgröße. Hauptproduzenten sind heute 150 000 landwirtschaftliche Unternehmer, daneben gibt es schätzungsweise 2 Millionen Nebenerwerbsbetriebe. Für die 1970er Jahre wurde landwirtschaftliche Nutzfläche pro Kopf auf 1,3 Hektar berechnet. Nach Angaben der Weltbank lag die landwirtschaftliche Nutzfläche 2015 bei 44,4 % der Landesfläche und die Ackerfläche bei 16,7 % sowie 0,471 Hektar pro Kopf.

## Politik
Zur Versorgung der Bevölkerung mit Lebensmitteln zu stabilen Preisen sind im Laufe der Zeit weitere Nebenziele der Agrarpolitik getreten:
- Schonung der natürlichen Ressourcen Boden, Wasser und Luft,
- infrastrukturelle, wirtschaftliche, soziale und kulturelle Belebung der ländlichen Räume,
- Pflege der Kulturlandschaft und Erhalt der Artenvielfalt,
- Erzeugung regenerativer Energien,
- Verfügbarkeit von Industrie- und Energiestoffen
- Klimaschutz durch Reduktion klimaschädlicher Treibhausgase aus der Landwirtschaft[35]

## Entwicklung seit 1950
Die Landwirtschaft in Europa befindet sich seit den 1950er Jahren in einem stetigen Wandlungsprozess hin zu größeren Betriebseinheiten. Steigende Kosten für Betriebsmittel bei zunehmendem Preisdruck für die Erzeugnisse zwangen viele Landwirte zur Entscheidung „wachsen oder weichen“.
Die Gründe für diese Entwicklung sind:
- die durchschnittliche Produktivitätssteigerung der Landwirtschaft von 2 % pro Jahr
- die erheblich erhöhte Arbeitsproduktivität durch technischen Fortschritt in der Landtechnik
- die nur noch geringe Zunahme der Bevölkerungszahl und damit der Nachfrage nach Nahrungsmitteln
- die starke Konzentration der Anbieterseite von Produktionshilfsmitteln der Landwirtschaft
- die starke Konzentration auf der Abnehmerseite der Landwirtschaft mit hohem Preisdruck (in Europa z. B. stehen rund 3 Millionen Agrarbetriebe etwa 100 Einkaufszentralen gegenüber[37])
- Wegfall von Garantiepreisen für Landwirtschaftsprodukte (z. B. Europäische Zuckermarktordnung)
- administrative Vorschriften und Verschärfung der Umweltauflagen in der Produktion bzw. „EU-Subventionen“ für die Landwirtschaft

### Statistik
Von 1949 bis 1971 sank die Anzahl der Betriebe in der Bundesrepublik von 1,6 Millionen auf etwa 1,0 Millionen, wobei überwiegend Betriebe mit weniger als 5 Hektar landwirtschaftlich genutzter Fläche aus der Produktion ausschieden. Im Jahr 2015 gab es in Deutschland 280.800 landwirtschaftliche Betriebe, 2020 waren es 263.500 Betriebe. Die Größe der Betriebe unterscheidet sich stark nach Bundesland: Mit durchschnittlich 286,9 Hektar landwirtschaftlicher Fläche pro Betrieb waren im Jahr 2015 die Betriebe in Mecklenburg-Vorpommern am größten und mit 32,9 Hektar in Hamburg am kleinsten.
Als Beispiel für den landwirtschaftlichen Strukturwandel wird in der folgenden Tabelle die Entwicklung für das Bundesland Baden-Württemberg aufgezeigt.
| Jahr | Gesamtzahl der Betriebe in Baden-Württemberg | ab 5 Hektar | unter 5 | 5–10   | 10–20  | 20–50  | 50 und mehr | Durchschnittliche Betriebsgröße (in Hektar) |
| ---- | -------------------------------------------- | ----------- | ------- | ------ | ------ | ------ | ----------- | ------------------------------------------- |
| 1960 | 334.241                                      | 118.332     | 215.909 | 70.640 | 38.767 | 8.276  | 649         | (k. A.)                                     |
| 1971 | 215.430                                      | 98.509      | 116.921 | 41.439 | 40.177 | 16.082 | 811         | 7,4                                         |
| 1980 | 146.767                                      | 80.469      | 66.298  | 28.125 | 29.481 | 20.977 | 1.886       | 10,4                                        |
| 1990 | 117.634                                      | 64.851      | 52.783  | 19.502 | 20.977 | 20.366 | 4.006       | 12,5                                        |
| 2001 | 71.781                                       | 45.919      | 25.862  | 11.403 | 12.680 | 13.716 | 8.120       | 20,4                                        |
| 2010 | 44.512                                       | 36.415      | 8.097   | 7.693  | 9.259  | 10.353 | 9.110       | 31,7                                        |
| 2020 | 39.085                                       | 32.946      | 6.139   | 7.002  | 8.043  | 8.686  | 9.215       | 36,0                                        |

### Ökonomische und soziale Probleme
Über Jahrhunderte arbeitete die Landwirtschaft Europas mit festgefügten Strukturen, die in einer bäuerlichen Arbeits- und Lebensform mit dem Ziel der Selbstversorgung mit Nahrungsmitteln das Wissen von Generation zu Generation weitergab. Mit dem Beginn der Industrialisierung im ausgehenden 19. Jahrhundert setzte eine Änderung ein, die bis heute nicht abgeschlossen ist. Waren Anfang des 20. Jahrhunderts noch 80 % der Bevölkerung in der Landwirtschaft beschäftigt, so sind dies heute weniger als 5 %. Im gleichen Ausmaß ging die Bedeutung dieser Bevölkerungsgruppe für die politischen Parteien verloren, wenngleich immer ein Mindestmaß an Nahrungsselbstversorgung angestrebt wurde, um in diesem Bereich politisch unabhängig zu bleiben. Dies wird seit den 1960er Jahren mit Marktordnungen bewerkstelligt, die zunächst Mindestpreise für Landwirtschaftserzeugnisse und später Direktzahlungen an Landwirte vorsah. Die Politik greift auch im 21. Jahrhundert durch die Struktur der Förderungsmaßnahmen nachhaltig in die Landwirtschaft ein. Seit 1994 übersteigt bei einigen Landwirtschaftstypen Europas der Einkommenstransfer aus der Gemeinschaftskasse die eigene Wertschöpfung; daneben wirtschaften Veredelungsbetriebe mit Milchwirtschaft im freien Wettbewerb weit unter der Kostendeckung.
Seit Mitte der 1950er Jahre besteht ein Trend zur technischen Modernisierung und Vergrößerung der landwirtschaftlichen Betriebe, wobei die Konzentration in manchen Ländern schneller (Großbritannien, USA), in anderen langsamer (Deutschland, Frankreich, Schweiz) verlief. Im Verlauf dieser Entwicklung veränderte sich die Produktionsweise hin zur Spezialisierung auf wenige Produktionszweige.
Nachdem die früheren Preisgarantien für landwirtschaftliche Erzeugnisse weitgehend abgeschafft wurden, stehen die Betriebe unter dem Druck der Weltmärkte mit steigenden Preisen für landwirtschaftliche Betriebsmittel bei unsicheren Erzeugerpreisen. In vielen Fällen bleibt den Landwirten nur die Möglichkeit, den Betrieb bei der nächsten Generationenfolge aufzugeben oder zu vergrößern.
Die weltweite Krise der Landwirtschaft wurde durch die steigenden Energiepreise noch verschärft. Auf den Weltmärkten besteht teilweise ein Überschuss an Nahrungsmitteln, die Preise dafür sind jedoch eng mit den Energiepreisen verbunden; Getreide wird inzwischen auch als Brennmaterial vermarktet. Auch Mais und Zuckerrohr sind als Energiepflanzen beliebt. Selbst Entwicklungsländer die auf Nahrungsmittelhilfen angewiesen sind, erwägen den Eintritt in den Energiemarkt mit entsprechenden Pflanzungen.
Je nach Lage des Betriebes, bestehen auch Möglichkeiten der wirtschaftlichen Diversifikation, Beispiele sind die Soziale Landwirtschaft, Wertschöpfungspartnerschaften mit dem Tourismus, eine Direktvermarktung von Produkten mittels Automaten sowie landwirtschaftsnahe Dienstleistungen.

### Ökologische Probleme
Die Landwirtschaft ist ein bedeutender Verursacher von Treibhausgasen, trägt damit also zum Klimawandel bei. Zugleich ist die Landwirtschaft maßgeblich von Veränderungen der Niederschläge und Temperaturen betroffen. Laut Umweltbundesamt emittierte der Landwirtschaftssektor 60,4 Millionen Tonnen Treibhausgase im Jahr 2020 (rund 8,2 % der Gesamtemissionen Deutschlands). Hinzu kommen weitere 112–160 Millionen Tonnen, die durch die Verarbeitung von Lebensmitteln, Import, Transport, Verpackung und die Zubereitung von Lebensmitteln im Inner- und Außerhausverzehr verursacht werden.
Das Treibhausgaseinsparpotential des landwirtschaftlichen Sektors beläuft sich durch geeignete Maßnahmen wie Moorschutz, Steigerung der Stickstoffeffizienz und Bioenergieförderung auf 23–44 Millionen Tonnen pro Jahr. Einer Schätzung des Umweltbundesamtes, dem BLE und der Arbeitsgruppe Erneuerbare Energien-Statistik zufolge, könnten durch die Erzeugung von Bioenergie (Wärme, Strom, Biokraftstoffe) etwa 71 Millionen Tonnen Treibhausgase eingespart werden.
Durch weitere Maßnahmen im nachgelagerten Bereich der Lebensmittelwirtschaft und beim Konsum von Lebensmitteln könnten weitere Emissionen in Höhe von 14–35 Millionen Tonnen pro Jahr eingespart werden. Hierbei sind folgende Maßnahmen von Relevanz: Konsum tierischer Produkte verringern (Orientierung an den Empfehlungen der Deutschen Gesellschaft für Ernährung), Lebensmittelabfälle verringern, Verzicht auf Produkte, die per Flugzeug transportiert werden und Reduzierung des Konsums von abgefülltem Mineralwasser. 2019 hat das Potsdam-Institut für Klimafolgenforschung in einer Studie gezeigt, dass der Konsum lokaler Lebensmittel zum Klimaschutz beitragen kann.
Die Bodenfruchtbarkeit und der Rückgang der Wasserverfügbarkeit sind weitere ökologische Probleme. Dies ist vor allem für kleine landwirtschaftliche Betriebe eine Herausforderung, da sie sich häufig durch begrenzte finanzielle Mittel weniger schnell anpassen können. Intensiv genutzte Böden können schneller degradieren, wenn die entzogenen Nährstoffe nicht wieder hinzugefügt werden. In Asien sind bereits 39 % der Böden betroffen; weltweit waren es 2021 etwa 34 % des landwirtschaftlich genutzten Landes. Eine bekannte Gegenmaßnahme ist die Methode der Fruchtfolge.
Der übermäßige Einsatz von Pestiziden und zu hohe Einträge von Stickstoff und Phosphor können die Biodiversität und deren Ökosystemleistungen beeinträchtigen. Die intensive Landwirtschaft wird als Hauptgrund des Vogelsterbens angesehen. Ein Zusammenhang all dieser Probleme, mit denen Bauern zu kämpfen haben, wird auch zu den weltweit 800 Millionen hungernden Menschen gesehen.
Eine Diversifikation der Anbausysteme kann insgesamt zu einer Förderung der Ökosystemdienstleistungen beitragen. Es konnten Verbesserungen für die Biodiversität, die Bestäubung, die Schädlingsbekämpfung, den Nährstoffkreislauf, die Bodenfruchtbarkeit und die Wasserregulierung nachgewiesen werden.

## Umweltökonomie
Bei starker Landnutzung insbesondere durch intensive Land- und Viehwirtschaft sinkt der Bodenertrag gemäß dem Ertragsgesetz. Im Extremfall zeigt sich dies in der Übernutzung (Überweidung und Überdüngung von Agrarflächen, Überjagung der Tierwelt, Überfischung der Weltmeere und Umweltbelastung). Anthropogene Bodendegradation, Desertifikation sind wesentliche Folgen. Nachhaltige Produktionsverfahren in der Landwirtschaft vermeiden eine Übernutzung der Ackerflächen, um die landwirtschaftlich nutzbaren Böden und die Ressourcen des gesamten Ökosystems zu schonen und um sie für die nachkommenden Generationen zu erhalten.